# RKVV Olympia
El RKVV Olympia fue un equipo de fútbol de Surinam que alguna vez jugó en la SVB Hoofdklasse, la máxima categoría de fútbol en el país.

## Historia
Fue fundado el 27 de enero de 1919 en la localidad de Centrum de la capital Paramaribo primero como un grupo católico, justo dos días después de la apertura de su campo deportivo, el primer campo de fútbol de Paramaribo.
Fue uno de los equipos fundadores de la SVB Hoofdklasse y el primer campeón de liga en 1923 y ganado el título nuevamente en la temporada 1923/24 y se mantuvo en la máxima categoría en la década de los años 1920s.
Posteriormente el club entró en una etapa de crisis deportiva que lo mandó a las divisiones más bajas del fútbol en Surinam en la década de los años 1960s, y poco tiempo después, el club desaparece.

## Palmarés
- SVB Hoofdklasse: 2[3]

1923, 1923–24